# Corallina confusa
Corallina confusa Yendo, 1902  é o nome botânico  de uma espécie de algas vermelhas pluricelulares do gênero Corallina.
- São algas marinhas encontradas no Japão e Coreia.

## Sinonímia
Não apresenta sinônimos.